# Giulia Lapi
Giulia Lapi (Genova, 5 novembre 1985) è una nuotatrice artistica italiana.
Figlia di un italiano, Enrico Lapi e di una francese di nome Patricia, inizia giovanissima a seguire corsi di nuoto.
Agli Europei 2008 ha vinto la medaglia d'argento nel duo insieme a Beatrice Adelizzi e nel combinato a squadre.
Il 18 aprile dello stesso anno ha ottenuto la qualificazione per le Olimpiadi di Pechino 2008.